# Pristimantis educatoris
Pristimantis educatoris es una especie de anfibio anuro de la familia Craugastoridae.

## Distribución
Esta especie se encuentra entre los 450 y 1450 m de altitud en Panamá y al este de Costa Rica. Fue descubierto en el Parque General de División Omar Torrijos en la Cordillera Central.

## Descripción
Los machos miden de 19.3 a 20.4 mm y las hembras de 23.3 a 37.7 mm.

## Publicación original
- Ryan, Lips & Giermakowski, 2010 : New species of Pristimantis (Anura: Terrarana: Strabomantinae) from Lower Central America. Journal of Herpetology, vol. 44, n.º 2, p. 193-200[3]